# Stella di Przybylski
La Stella di Przybylski (pron. /pʃɪbɪlskiz/ o /ʃɪbɪlskiz/) o HD 101065,  è una stella Ap a rapida oscillazione posta a circa 355 anni luce (109 parsec) dal Sole nella costellazione meridionale del Centauro. È nota per il suo spettro peculiare caratterizzato da una sovrabbondanza di lantanoidi e attinoidi.

## Caratteristiche
HD 101065 è la stella prototipo delle stelle variabili Ap a rapida oscillazione (RoAP). Nel 1978, è stato scoperto che pulsava fotometricamente per un periodo di 12,15 min.
Nel 1961 l'astronomo polacco-australiano Antoni Przybylski scoprì che questa stella aveva uno spettro peculiare che non si adattava agli schemi tipici della classificazione stellare. In particolare, le osservazioni di Przybylski indicavano quantità insolitamente basse di ferro e nichel, mentre erano altamente sovrabbondanti elementi esotici quali stronzio, olmio, niobio, scandio, ittrio, cesio, neodimio, praseodimio, torio, itterbio e uranio. Osservazioni successive hanno dimostrato anche la presenza di attinoidi a emivita breve, quali attinio, protoattinio, nettunio, plutonio, americio, curio, berkelio, californio ed einsteinio. Altri elementi radioattivi identificati nello spettro di questa stella sono tecnezio e promezio, mentre è risultato difficile distinguere elementi tipici quali calcio, magnesio, silicio, cromo e titanio, che sono ritenuti estremamente scarsi o assenti.
Sono stati fatti numerosi tentativi di assegnare una classe spettrale convenzionale alla stella. Nel catalogo di Henry Draper fu originariamente classificata come una B5 poiché gli spettri a bassa risoluzione non permettevano l'identificazione delle numerose linee spettrali strette dovute a lantanoidi e attinoidi. La classificazione erronea si basava quindi principalmente sulle linee idrogeno e sull'assenza di linee ionizzate calcio H e K. Quando le osservazioni di Przybylski provarono la composizione insolita essa fu considerata una G0, e successivamente una F8. Studi successivi assegnarono classi F0, F5, G0 o F3 Ho (a indicare una classe F3 ma con linee spettrali dell'elemento olmio). È probabile che sia una stella di sequenza principale con massa e temperatura in qualche misura superiori al Sole.
Nel 2012 era stata individuata una potenziale compagna, una stella di quattordicesima magnitudine (nell'infrarosso) a 8 secondi d'arco di distanza, corrispondente a una separazione di quasi 1000 au. Tuttavia, i dati più recenti di Gaia hanno rilevato che questa stella si trova una distanza di 800±90 anni luce, più del doppio della distanza della stella di Przybylski, e dunque l'associazione è solo apparente.
Paragonata con le stelle vicine, HD 101065 possiede un'alta velocità peculiare di 23,8±1,9 km/s.

## Ipotesi
Gli elementi presenti si formano solo in condizioni peculiari, quali le supernove o la fusione di stelle di neutroni, e spesso non possono essere osservati in natura a causa del loro tempo di decadimento estremamente breve (ad esempio, nessun isotopo dell'einsteinio ha emivita superiore a 471 giorni).
Per spiegare le proprietà insolite della stella sono state formulate varie ipotesi. Secondo una di queste la stella potrebbe contenere nuclidi di lunga durata dell'isola di stabilità (ad es. 298 Fl, 304120 o 310126 ), e gli attinidi di breve durata osservati sarebbero le figlie di questi progenitori, in equilibrio secolare con essi.
Poiché si allinea a speculazioni secondo cui una specie tecnologica potrebbe contaminare la fotosfera della propria stella con elementi insoliti, o per segnalare la propria presenza, o per smaltire rifiuti radioattivi, la stella di Przybylski è stata occasionalmente presa in considerazione come un candidato SETI.